# Brigade Speciale Beveiligingsopdrachten
De Brigade Speciale Beveiligingsopdrachten (BSB) is een eenheid van de Koninklijke Marechaussee (KMar) gespecialiseerd in het fungeren als arrestatieteam, als observatieteam en in het beschermen van personen in risico-omgevingen/gebieden.

## Geschiedenis
Na de moord op Israëlische atleten tijdens de Olympische Spelen van München in 1972 werden in meerdere Europese landen antiterreureenheden opgericht. Ook Nederland richtte antiterreureenheden op, de zogenoemde Bijzondere Bijstandseenheden. De marechaussee droeg destijds bij aan de BBE-K met het leveren van scherpschutters. Echter voorzag de marechaussee eveneens dat met de oprichting van de BBE'en een operationeel gat ontstaan was. De bijzondere bijstandseenheden konden uitsluitend bij terroristische dreiging worden ingezet, en de civiele politie was niet adequaat toegerust om op te treden bij overige operaties in het hogere geweldsspectrum. Daarom werd in 1975 besloten tot de oprichting van de Brigade Speciale Beveiligingsopdrachten (BSB) onder de Koninklijke Marechaussee. De BSB kon als zodoende fungeren als brug tussen de civiele politie en de verschillende BBE'en. In de wandelgangen sprak men vandaar over het 'gat van Spronk', naar brigadegeneraal E.N. Spronk, de commandant van de KMar die het initiatief tot de oprichting van de BSB had genomen.
De eerste lichting BSB'ers werd in 1975 opgeleid bij de West-Duitse eenheid Grenzschutzgruppe 9 (GSG-9). In 1976 werd de eenheid met 24 man operationeel. In de daaropvolgende jaren daarna legde de BSB zich onder anderen toe op de beveiliging van hoge Nederlandse en buitenlandse militairen in Nederland, maar ook de beveiliging van hoge Nederlandse militairen en hoogwaardigheidsbekleders in risicogebieden. Tevens maakte de BSB furore in de roerige jarige '80 met het bestrijden van gewelddadig politiek activisme.
In maart 2017 werd bekend dat de BSB de beveiliging van Geert Wilders had overgenomen nadat twee beveiligers van de DKDB in opspraak waren geraakt.

## Selectie en opleiding
Aspirant BSB'ers die zijn geselecteerd uit de Koninklijke Marechaussee kunnen na het selectietraject direct beginnen aan de BSB-opleiding. Aspirant BSB'ers die zijn geselecteerd uit de overige krijgsmachtdelen volgen eerst de opleiding tot algemeen opsporingsambtenaar voordat zij de verdere opleiding volgen. Na slaging wordt hun functie gewijzigd in Rang - Bijzondere Opdrachten. De opleiding tot operator bij de Brigade Speciale Beveiligingsopdrachten duurt 31 weken.

## Taken
De taken van de BSB zijn vastgelegd in het Subtaakbesluit Koninklijke Marechaussee 2019. De BSB is belast met het wereldwijd uitvoeren van dynamische persoonsbeveiliging, gewapende vluchtbeveiliging en het binnen Nederland uitvoeren van dynamische transportbeveiliging van De Nederlandsche Bank (DNB) en overige door Gezag aangewezen hoog risico transporten. Daarnaast omvat de taakstelling het bewaken en beveiligen van politie-infiltranten, het assisteren bij bewaken en beveiligen van transport van getuigen, verdachten of gedetineerden en bij het bewaken en beveiligen van objecten. Tevens verricht de BSB planmatige- en/of ad hoc aanhoudingen, treedt het op als observatieteam KMar. Ten slotte kan de BSB worden ingezet om in opdracht van het Gezag alle overige denkbare bijzondere opdrachten uit te voeren.

## Organisatie

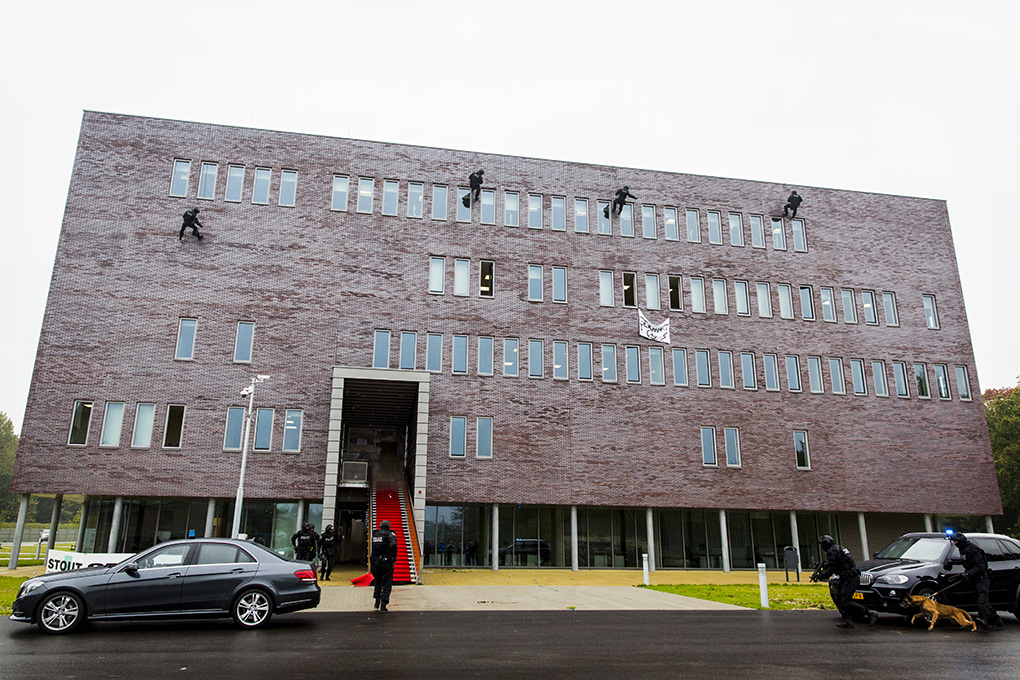
Hoofdgebouw BSB in Huis ter Heide.

De BSB bestaat uit drie operationele afdelingen: de Afdeling Beveiliging, de afdeling Observatieteam, en de afdeling Arrestatie- en Ondersteuningsteam. Sinds 2015 is de BSB gehuisvest in een nieuwe kazerne op de voormalige Amerikaanse luchtmachtbasis Camp New Amsterdam in Huis ter Heide.

### Beveiliging

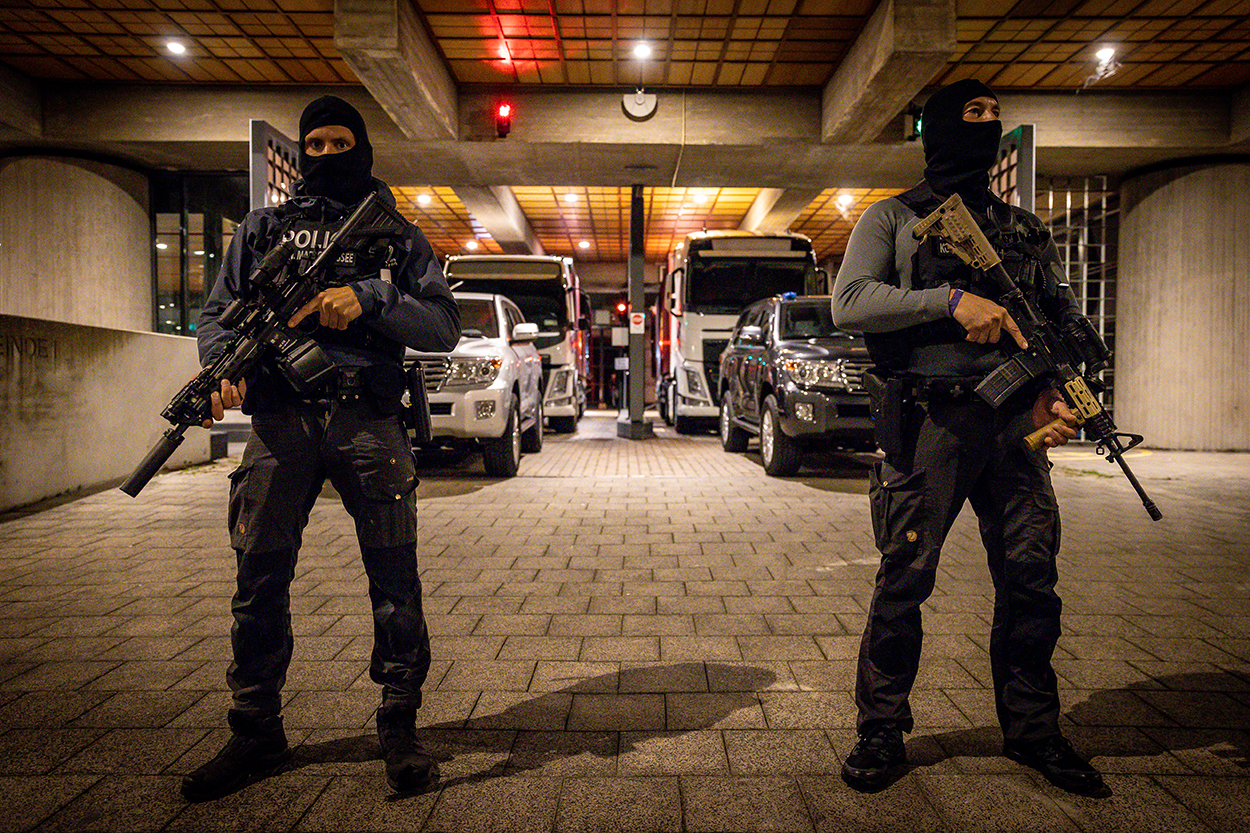
BSB beveiliging bij DNB tijdens een transport van goud.

De hoofdtaak van de Afdeling Beveiliging is het verzorgen van persoonsbeveiliging van, in het bijzonder militaire, hoogwaardigheidsbekleders. De persoonsbeveiligers van de BSB werken hiervoor regelmatig samen met de persoonsbeveiligers van de Dienst Koninklijke en Diplomatieke Beveiliging van de Nationale Politie. Ook hebben de beide diensten vergelijkbare procedures en opleidingen. Ten opzichte van de DKDB, is de BSB echter bijzonder toegelegd op de uitvoering van haar taken in hoog-risico omgevingen in het buitenland. Zo verzorgt de BSB onder andere de beveiliging van zowel de ambassadeurs als ambassades in landen als Irak en Afghanistan.
Naast persoonsbeveiliging vervult de BSB tevens een breed scala aan overige beveiligingstaken. Zo is de BSB verantwoordelijk voor de beveiliging van de waardetransporten van De Nederlandsche Bank, hierbij incidenteel ondersteund door collega's van het eskadron Hoog Risico beveiliging (HRB). Ook verzorgt de BSB het Nederlandse airmarshal-programma, hierin wordt een gewapende niet-geüniformeerde BSB-operator ingezet die meereist met een verkeersvliegtuig ter bestrijding van eventuele terreuracties. Dit programma is sinds 2004 actief.

### Observatieteam
Een Observatieteam (OT) wordt ingezet wanneer een officier van justitie een last tot stelselmatige observatie heeft goedgekeurd. De wettelijke kaders hiervoor zijn vastgelegd in het Wetboek van Strafvordering en de Wet Bijzondere opsporingsbevoegdheden. Tevens worden op aanvraag van onder andere de AIVD eveneens OT's van de BSB ingezet. BSB OT'ers zijn in tegenstelling tot hun equivalent van de AIVD altijd bewapend.
Binnen het Observatieteam onderkent men 'stelselmatige' en 'dynamische' observaties. Stelselmatige observatie is het heimelijk waarnemen van personen om een inzicht te krijgen in diens persoonlijke levenssfeer. Vaak gaat dit gepaard met het afluisteren van de communicatiemiddelen van de verdachte(n). Dynamische observatie vindt doorgaans plaats door middel van rij- en volgploegen van 7 tot 10 leden en kan geschieden vanuit onopvallende auto's zonder bijzondere aanpassingen waarbij wordt gevolgd, gefotografeerd of gefilmd of vanuit een of meerdere vaste objecten.

Embleem van het AOT van de BSB.

### Arrestatieteam

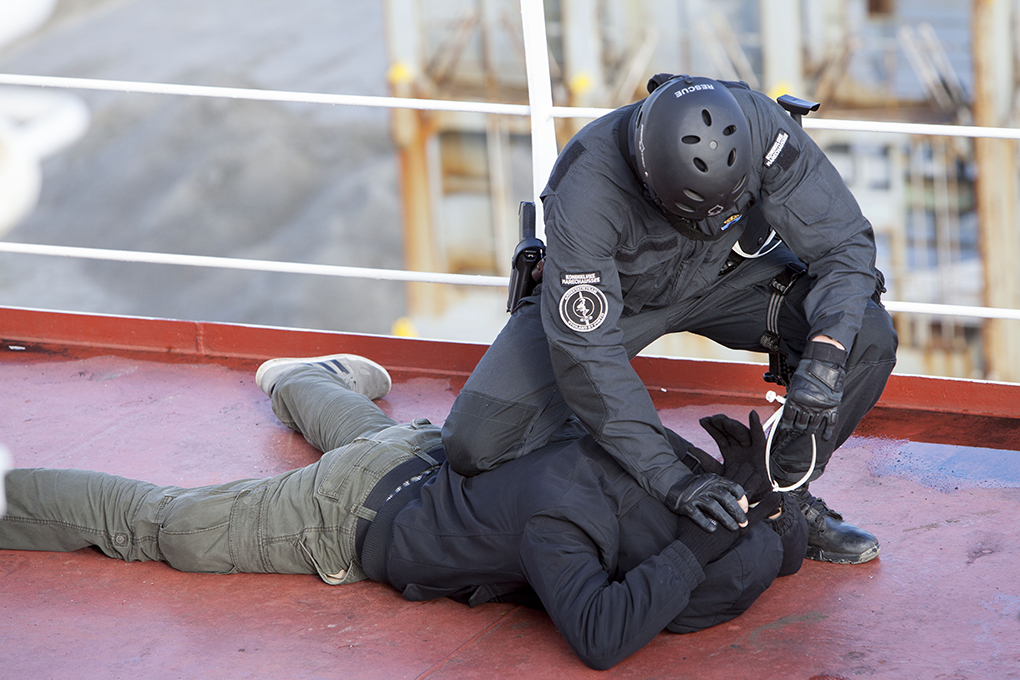
BSB arrestatieteam tijdens een oefening in 2015.

Sinds 1994 beschikt de BSB over een volledig zelfstandig Arrestatie- en Ondersteuningsteam (AOT), beter bekend als arrestatieteam (AT). Het AOT van de BSB wordt ingezet voor de aanhouding van (vuurwapen)gevaarlijke verdachten en overige levensbedreigende situaties waar de reguliere politieagent of marechaussee niet in gespecialiseerd is. De BSB stelt dit AOT beschikbaar aan de Dienst Speciale Interventies van de Nationale Politie. Het AOT van de BSB valt organisatorisch echter niet onder de DSI, maar draait wel volledig mee in de verdeling van de inzetten van de DSI. Daarnaast detacheert de brigade operators bij zowel de Afdeling Interventie als de Rapid Reponse Teams (RRT's) van de DSI. Ten opzichte van de AOT's van de politie wordt het BSB AOT vaker ingezet voor operaties die samenhangen met rechercheonderzoeken van de Brigade Recherche van de marechaussee. Ook kan het AOT van de BSB worden ingezet voor de aanhouding van militairen die verdacht worden van een strafbaar feit.

## Uitrusting

### Bewapening
De BSB heeft een ruime keuze aan wapens ter beschikking, zoals de Glock 17, de Heckler & Koch MP5 en MP7, de FN P90, de Heckler & Koch 416 en 417, diverse scherpschuttersgeweren en lichte machinegeweren zoals de FN Minimi. De bewapening wordt per opgedragen taak specifiek en eventueel ook op persoonlijke voorkeur samengesteld.

### Voertuigen
De BSB beschikt over verschillende soorten (terrein)voertuigen met en zonder aanpassingen, waarvan een aantal is gepantserd. De BSB beschikt onder meer over de volgende voertuigen:
- Toyota Land Cruiser
- Mercedes-Benz G-Klasse
- Mercedes-Benz S-Klasse
- Audi A8
- BMW 7-serie